# Murina aurata
Murina aurata (Milne-Edwards, 1872) è un pipistrello della famiglia dei Vespertilionidi diffuso nel Subcontinente indiano.

## Descrizione

### Dimensioni
Pipistrello di piccole dimensioni, con la lunghezza della testa e del corpo tra 33 e 35 mm, la lunghezza dell'avambraccio tra 28 e 32 mm, la lunghezza della coda tra 29 e 31 mm, la lunghezza del piede tra 7 e 8 mm, la lunghezza delle orecchie tra 10 e 12 mm e un peso fino a 7 g.

### Aspetto
La pelliccia è lunga e si estende sulle ali fino all'altezza dei gomiti e delle ginocchia. Le parti dorsali sono bruno-giallastre con la base dei peli nerastra, mentre le parti ventrali sono nerastre con la punta dei peli bianco argentata. Il muso è stretto, allungato, con le narici protuberanti e tubulari. Gli occhi sono molto piccoli. Le orecchie sono corte, ovali e ben separate tra loro. Il trago è lungo, affusolato, con la punta bianca e con una protuberanza alla base del margine posteriore. Le ali sono attaccate posteriormente alla base dell'artiglio dell'alluce. I piedi sono piccoli e ricoperti di peli. La punta della lunga coda si estende leggermente oltre l'ampio uropatagio, il quale è densamente ricoperto di peli e con il margine libero frangiato. Il calcar è lungo.

## Biologia

### Comportamento
Si rifugia nel fogliame degli alberi.

### Alimentazione
Si nutre di insetti catturati in prossimità del suolo.

## Distribuzione e habitat
Questa specie è diffusa nel Nepal centrale ed orientale e nello Stato indiano del Sikkim.
Vive nelle foreste sempreverdi collinari o montane, in zone agricole tra 2.000 e 4.154 metri di altitudine.

## Tassonomia
La popolazione dell'Indocina è stata recentemente trasferita nella nuova specie M.eleryi.

## Conservazione
La IUCN Red List, considerato il vasto areale e la popolazione presumibilmente numerosa, classifica M.aurata come specie a rischio minimo (Least Concern)).